# На бойком месте
«На бойком месте» — комедия в трёх действиях Александра Николаевича Островского.
Пьеса впервые опубликована в «Современнике», 1865, № 9.
Впервые поставлена на сцене театра 29 сентября (11 октября) 1865 года в Москве, в Малом театре в бенефис Александра Рассказова. 25 октября того же года пьеса была поставлена Александринским театром.

## Сюжет
Аннушка, честная и гордая девушка, не одобряющая преступных наклонностей своего брата Вукола Бессудного, содержателя постоялого двора на большой проезжей дороге, и бесстыдной кокетливости его жены Евгении, влюблена в помещика Павлина Миловидова. Однако Евгения, будучи зла на золовку за то, что девушка откровенно презирает её, оговорила Аннушку — убедила Миловидова, будто у его симпатии был любовник. Тем самым Бессудная убивает двух зайцев: добивается любви Миловидова и его охлаждения к Анне. Аннушка догадывается об интригах невестки и намекает на её проделки брату. Тот приходит в ярость, но Евгения ловко отговаривается, а Миловидова просит притвориться вновь влюбленным в Аннушку.
Ночью, когда Бессудный отправляется на грабеж, Миловидов приезжает к его жене. Аннушка подслушивает их разговор и узнает об обмане. Кроме того, Евгения говорит любовнику, что Аннушка им помеха. Та, придя в ужас, сначала хочет поджечь дом, но любовь к Павлину, пусть и изменившему, удерживает её от реализации этой идеи. Вспомнив слова Евгении, девушка решает отравиться. Павлин Ипполитович, услышав стоны, спускается к ней и упрекает в том, что она не рассказала ему о своей связи. Аннушка категорически отвергает его обвинения и, будучи уверена, что умирает, сообщает ему о своей близкой кончине.
Тут возвращается Бессудный с перевязанной головой («охота» не удалась) и, застав Миловидова, угрожает его убить. Тот, не обращая на это внимания, просит Вукола помочь Аннушке, но Бессудный прежде всего озадачен: он недоумевает, где сестра могла раздобыть отраву. Вскоре выясняется, что девушка в отчаянии выпила снотворное, приняв его за яд. Обрадованный Миловидов увозит её к себе домой, а на угрозы Бессудного отвечает, что если тот тронет его или Евгению, то властям станет известно об уголовном промысле Вукола, и, в свою очередь, угрожает ему пистолетом. Бессудный в ярости отпускает его.

## Персонажи
- Павлин Ипполитович Миловидов, помещик средней руки, лет 30, из отставных кавалеристов, с большими усами, в красной шелковой рубашке, в широких шароварах с лампасами, в цыганском казакине, подпоясан черкесским ремнем с серебряным набором.
- Вукол Ермолаев Бессудный, содержатель постоялого двора на большой проезжей дороге, крепкий старик лет под 60, лицо строгое, густые, нависшие брови.
- Евгения Мироновна, жена его, красивая баба, годам к 30.
- Аннушка, сестра его, девушка 22 лет.
- Пыжиков, из мелкопоместных, проживающий по богатым дворянам, одет бедно, в суконном сак-пальто[3], но с претензией на франтовство.
- Петр Мартыныч Непутевый, купеческий сын.
- Сеня, его приказчик.
- Жук, работник Бессудного.
- Разорённый, ямщик.
- Гришка, человек Миловидова, молодой малый, одетый казачком.

## Экранизации
- 1911 — «На бойком месте» — Российская империя, режиссёр Пётр Чардынин
- 1916 — «На бойком месте» — Российская империя, режиссёр Пётр Чардынин
- 1916 — «На бойком месте» (другое название На большой дороге) — Российская империя, режиссёр Чеслав Сабинский
- 1955 — «На бойком месте» — телеспектакль 1955 года, режиссёр-поставщик Ольга Викландт
- 1986 — «На бойком месте» — телеспектакль 1986 года, режиссёр-постановщик Виктор Рыжков
- 1999 — «На бойком месте» — РФ, режиссёр Алексей Сахаров